# Loison-sous-Lens
Loison-sous-Lens és un municipi francès situat al departament del Pas de Calais i a la regió dels Alts de França. L'any 2019 tenia 5.366 habitants.

## Demografia
El 2007 tenia 5.507 habitants. Hi havia 2.095 famílies de les quals 533 eren unipersonals. Hi havia 2.226 habitatges, 2.125 habitatges principals i 101 desocupats. 1.944 eren cases i 272 eren apartaments.

## Economia
El 2007 la població en edat de treballar era de 3.701 persones de les quals 2.386 eren actives. La mediana anual d'ingressos fiscals per persona era de 14.577 €.

### Activitats econòmiques
El 2007 hi havia 193 establiments. 3 eren d'empreses alimentàries, 1 d'una empresa de fabricació de material elèctric, 1 d'una empresa de fabricació d'elements pel transport, 7 d'empreses de fabricació d'altres productes industrials, 35 d'empreses de construcció, 69 d'empreses de comerç i reparació d'automòbils, 6 d'empreses de transport, 8 d'empreses d'hostatgeria i restauració, 3 d'empreses d'informació i comunicació, 9 d'empreses financeres, 3 d'empreses immobiliàries, 10 d'empreses de serveis, 26 d'entitats de l'administració pública i 12 d'empreses classificades com a «altres activitats de serveis».

## Equipaments sanitaris i escolars
El 2009 hi havia 2 farmàcies i 1 ambulància.
El 2009 hi havia 2 escoles maternals i 2 escoles elementals.